# Kunstjahr 1524
Liste der Kunstjahre

◄◄ | ◄ | 1520 | 1521 | 1522 | 1523 | Kunstjahr 1524 | 1525 | 1526

Weitere Ereignisse
Der Artikel behandelt das Kunstjahr 1524.

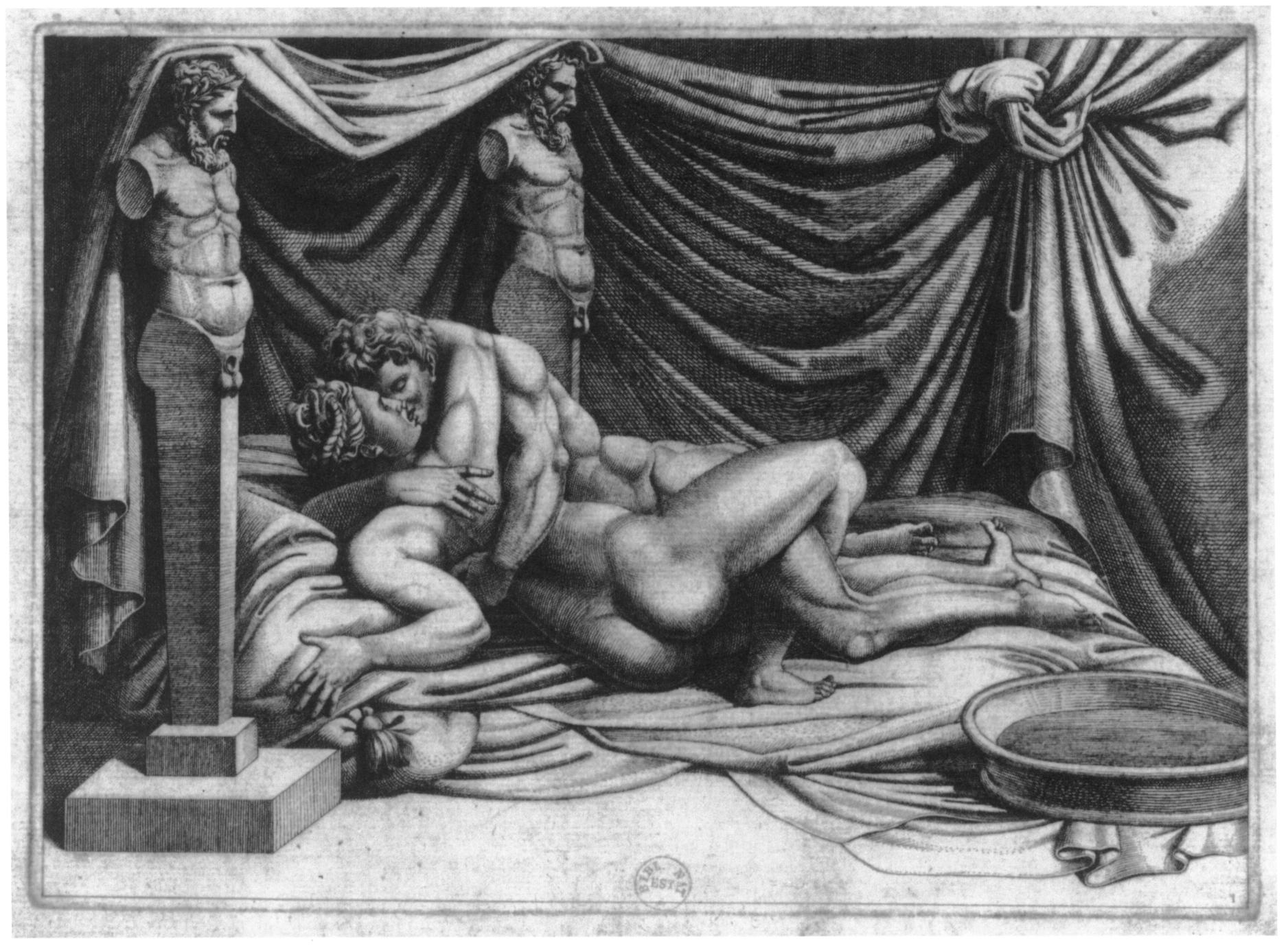
Feder-Tusche-Zeichnung nach einem Kupferstich von Marcantonio Raimondi zum Sonett „Fottiamci, anima mia, fottiamci presto“ (deutsch: Lasst uns ficken. meine Seele, schnell)

## Ereignisse
- Lucas Cranach der Ältere trifft Albrecht Dürer 1524 in Nürnberg; bei dieser Gelegenheit fertigt Dürer ein Silberstiftporträt Cranachs an.
- Parmigianino malt im Alter von 21 Jahren das Selbstporträt im konvexen Spiegel als eines seiner ersten Werke. Das kreisförmige Gemälde ist in Öl auf gewölbtem Pappelholz gemalt. Parmigianino überreicht das Bild nach seiner Fertigstellung dem damaligen Papst Clemens VII. als Geschenk und verschafft sich dadurch Aufmerksamkeit, um weitere Arbeiten in dessen Dienst zu bekommen und sich somit in seiner Gunst zu wissen.
- Marcantonio Raimondi veröffentlicht in Rom den ersten Satz seiner erotischen Stiche I Modi (möglicherweise basierend auf Gemälden von Giulio Romano). Sie werden auf Anordnung von Papst Clemens VII. verboten und Raimondi wird kurzzeitig inhaftiert. Erst auf Bitten von Kardinal Ippolito de’ Medici und des Bildhauers Baccio Bandinelli wird er freigelassen.

### Altarmalerei
- Giovanni Francesco Bembo malt in Cremona für die Kirche San Pietro ein Altarbild mit der Darstellung einer Madonna mit drei Heiligen und einem Stifter.
- Lucas Cranach der Ältere malt auf Lindenholz sein Triptychon Das Jüngste Gericht nach Hieronymus Bosch (Gemäldegalerie, Berlin).
- Francesco Vecellio vollendet ein Altarbild für die Kirche San Vito in Cadore.
- Um 1524: Palma Vecchio stellt das Polyptychon der heiligen Barbara für die Kirche Santa Maria Formosa in Venedig fertig.

### Freskenmalerei
- Giovanni Antonio Lappoli schafft Fresken für die Kirchen Badia della Sante Flora e Lucilla und San Francesco in Arezzo.
- Lorenzo Lotto malt im Oratorium der Villa von Battista Suardi in Trescore Balneario einen Freskenzyklus mit Christus und dem Leben der Hl. Barbara, Brigitta, Katharina und Magdalena. Gegenüber dem Hauptbild, am Rande einer Szene aus dem Leben der Hl. Brigitta soll der Maler ein (schlecht erhaltenes) Selbstbildnis hinterlassen haben, als Vogelfänger mit einem Bündel Ruten auf der Schulter und einem Kauz daneben. Ein weiteres Werk aus diesem Jahr ist seine Madonna mit Kind und Heiligen (Mystische Hochzeit der Hl. Katharina), heute in den Gallerie Nazionali d’Arte Antica, Rom.

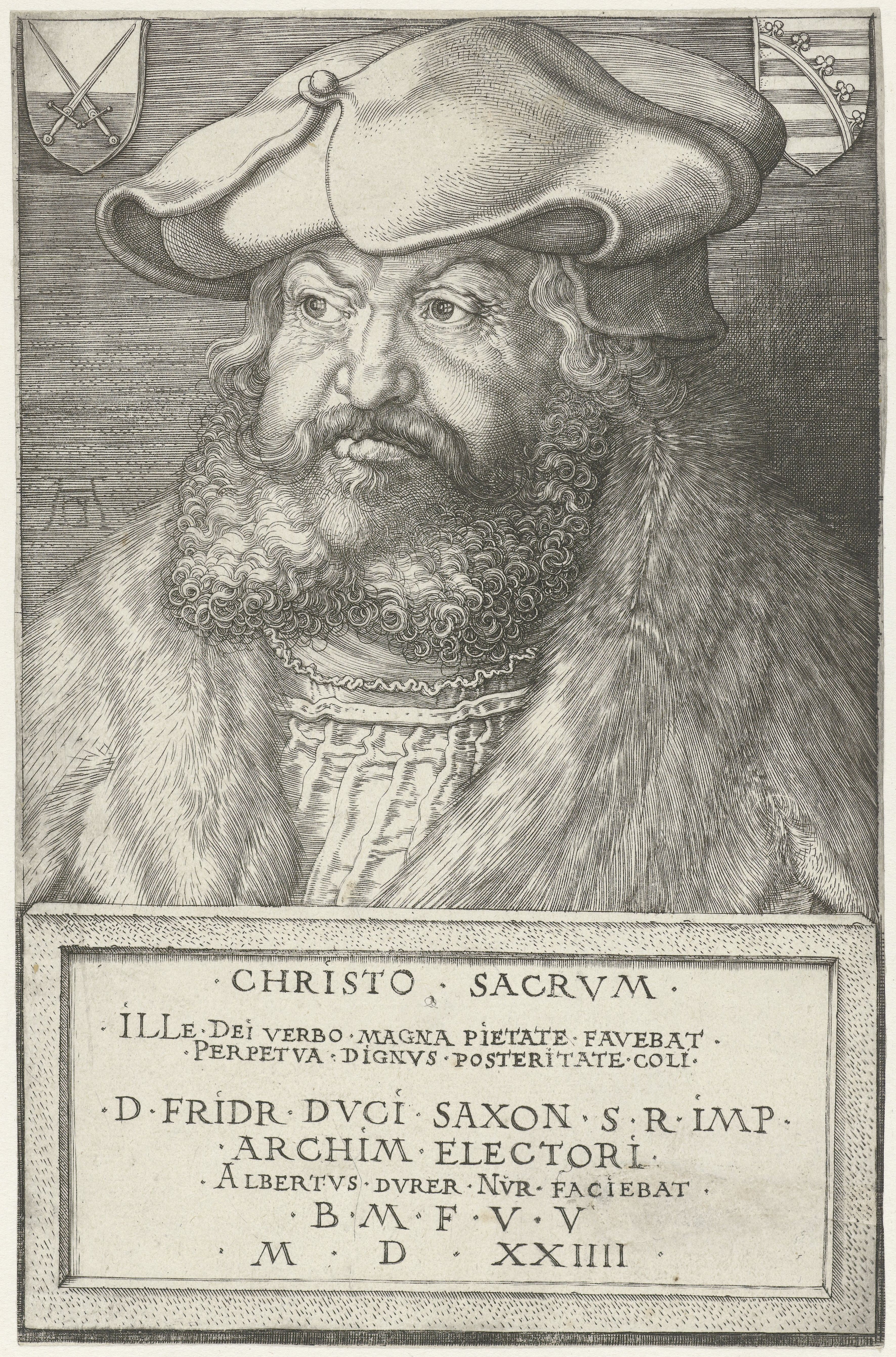
Albrecht Dürer – Friedrich der Weise
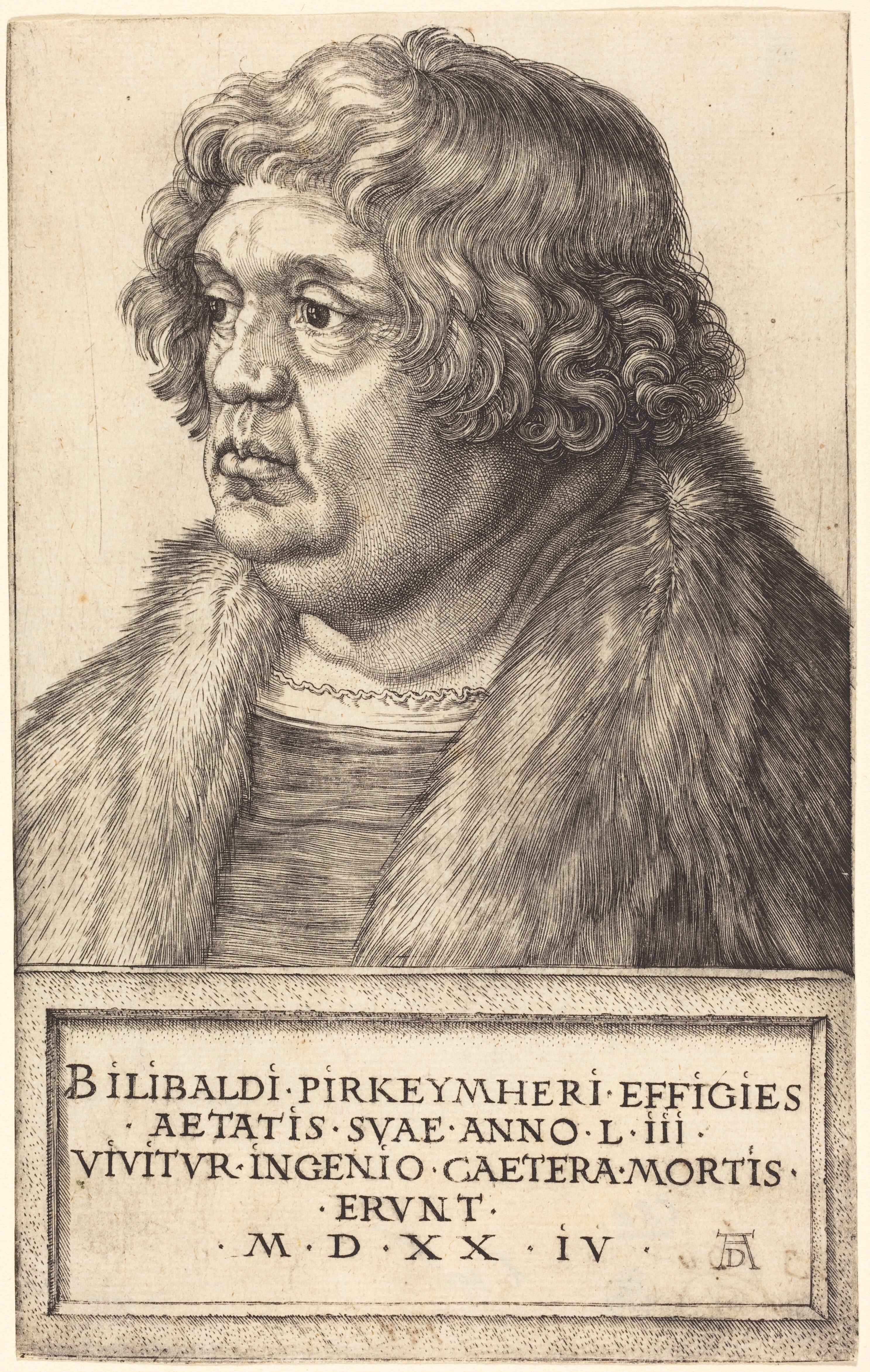
Albrecht Dürer – Willibald Pirckheimer
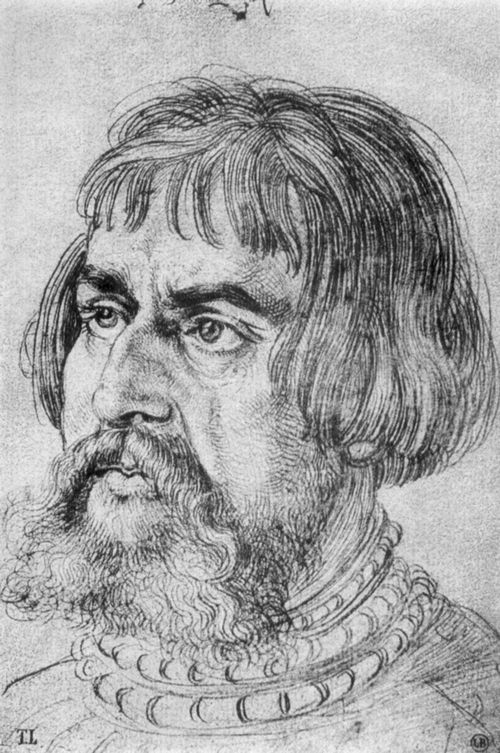
Albrecht Dürer – Lucas Cranach der Ältere
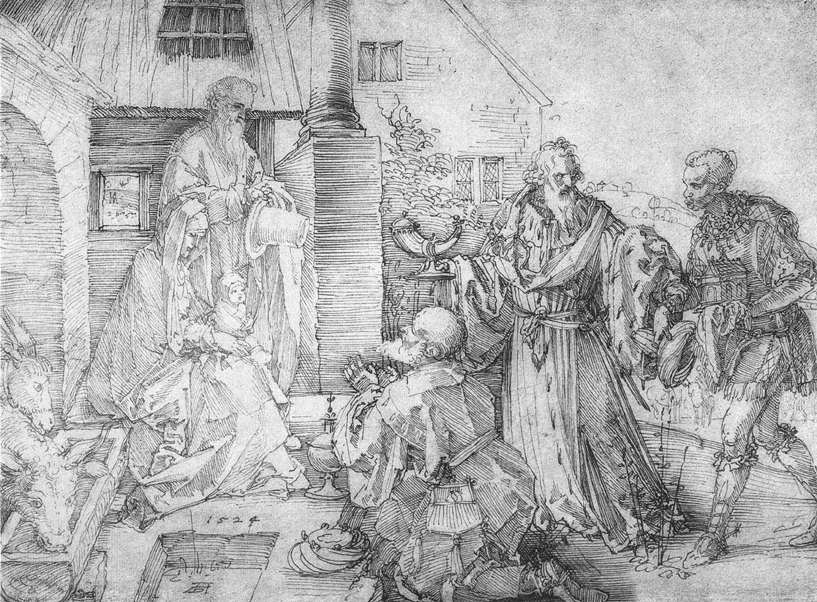
Albrecht Dürer – Die Anbetung des Weisen

### Kupferstich
- Albrecht Dürer porträtiert Friedrich der Weisen, um 1524 (Cleveland Museum of Art, Cleveland) und Willibald Pirckheimer (Cleveland Museum of Art, Cleveland).

### Malerei
- Bartholomäus Bruyn der Ältere – Vanitas
- Antonio da Correggio
  - Die Madonna des heiligen Sebastian (ca. 1524, Dresden, Gemäldegalerie)
  - Die Madonna mit dem Korb, ca. 1524
  - Das Martyrium von vier Heiligen (ca. 1524–1525)
- Dosso Dossi
  - Mythologische Szene, um 1524
  - Sibylle, um 1524
- Ludovico Mazzolino – Christus als zwölfjähriger Knabe, im Tempel lehrend (Gemäldegalerie, Berlin)
- Parmigianino
  - Die Beschneidung Christi, 1523/1524 (Institute of Arts, Detroit)
  - Jungfrau mit zwei Putten (Hl. Katharina von Alexandria?), 1523/1524 (Städelsches Kunstinstitut, Frankfurt)
  - Selbstporträt im konvexen Spiegel (Kunsthistorisches Museum, Wien)
  - Porträt des Lorenzo Cibo, 1524/1525 (Statens Museum for Kunst, Kopenhagen)
  - Porträt von Gian Galeazzo Sanvitale, Graf von Fontanellato
  - Rast auf der Flucht nach Ägypten
- Jan Provost – Die Jungfrau Maria in ihrer Herrlichkeit, um 1524 (Eremitage, Sankt Petersburg)

### Zeichnung
- Albrecht Dürer zeichnet Die Anbetung des Weisen

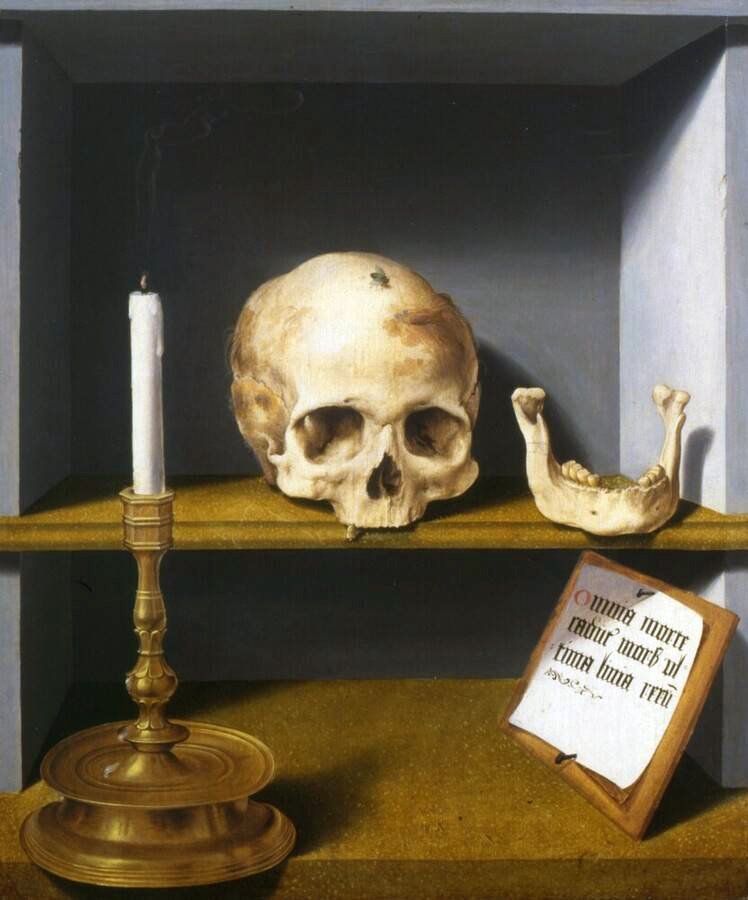
Bartholomäus Bruyn der Ältere – Vanitas
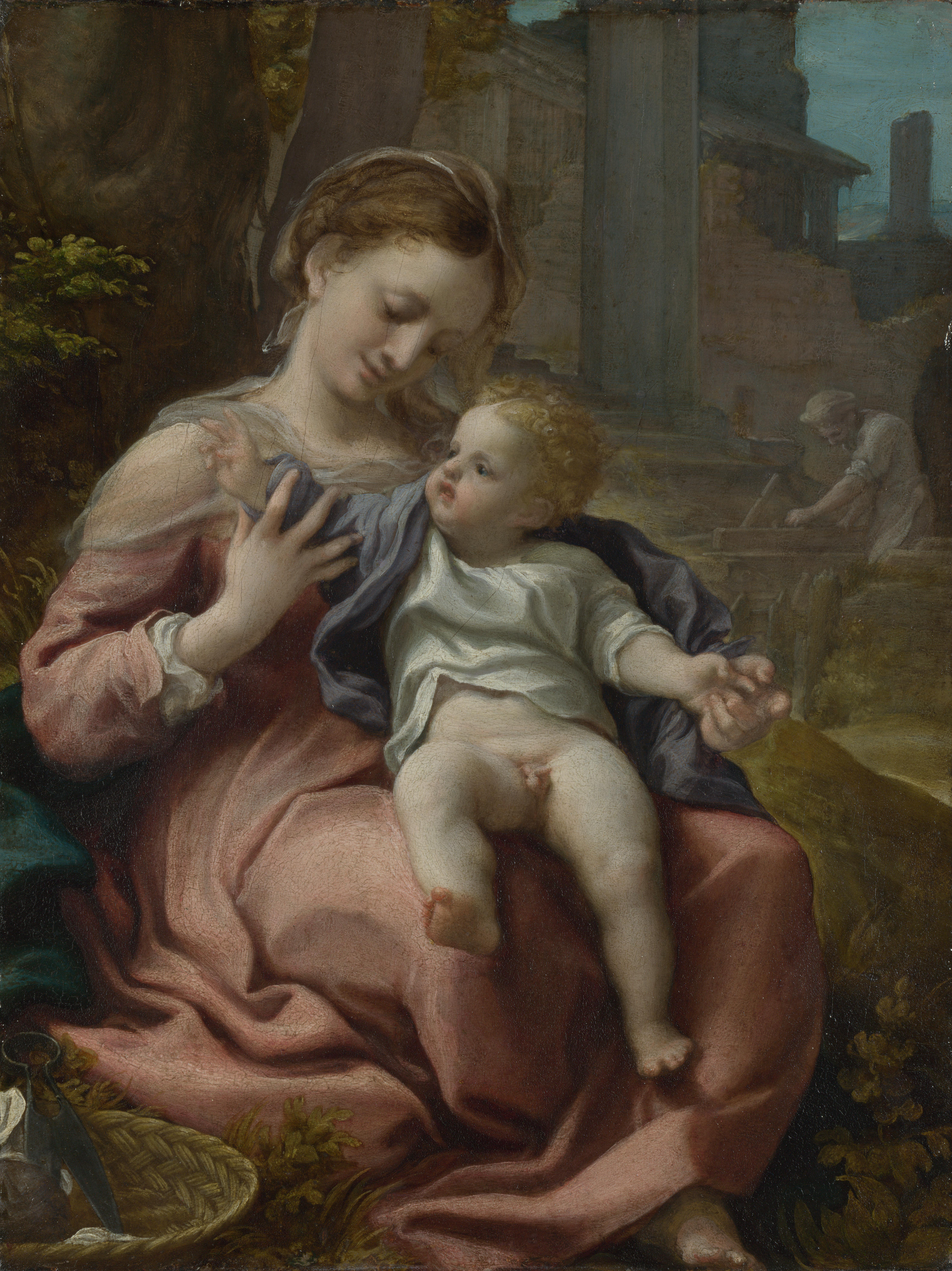
Antonio da Correggio – Die Madonna mit dem Korb
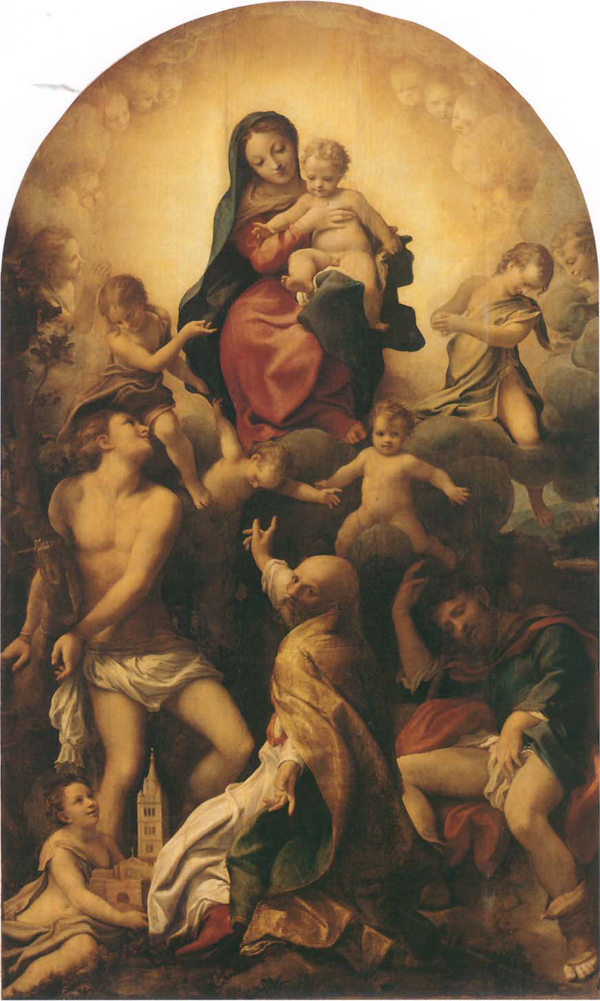
Antonio da Correggio – Die Madonna des heiligen Sebastian
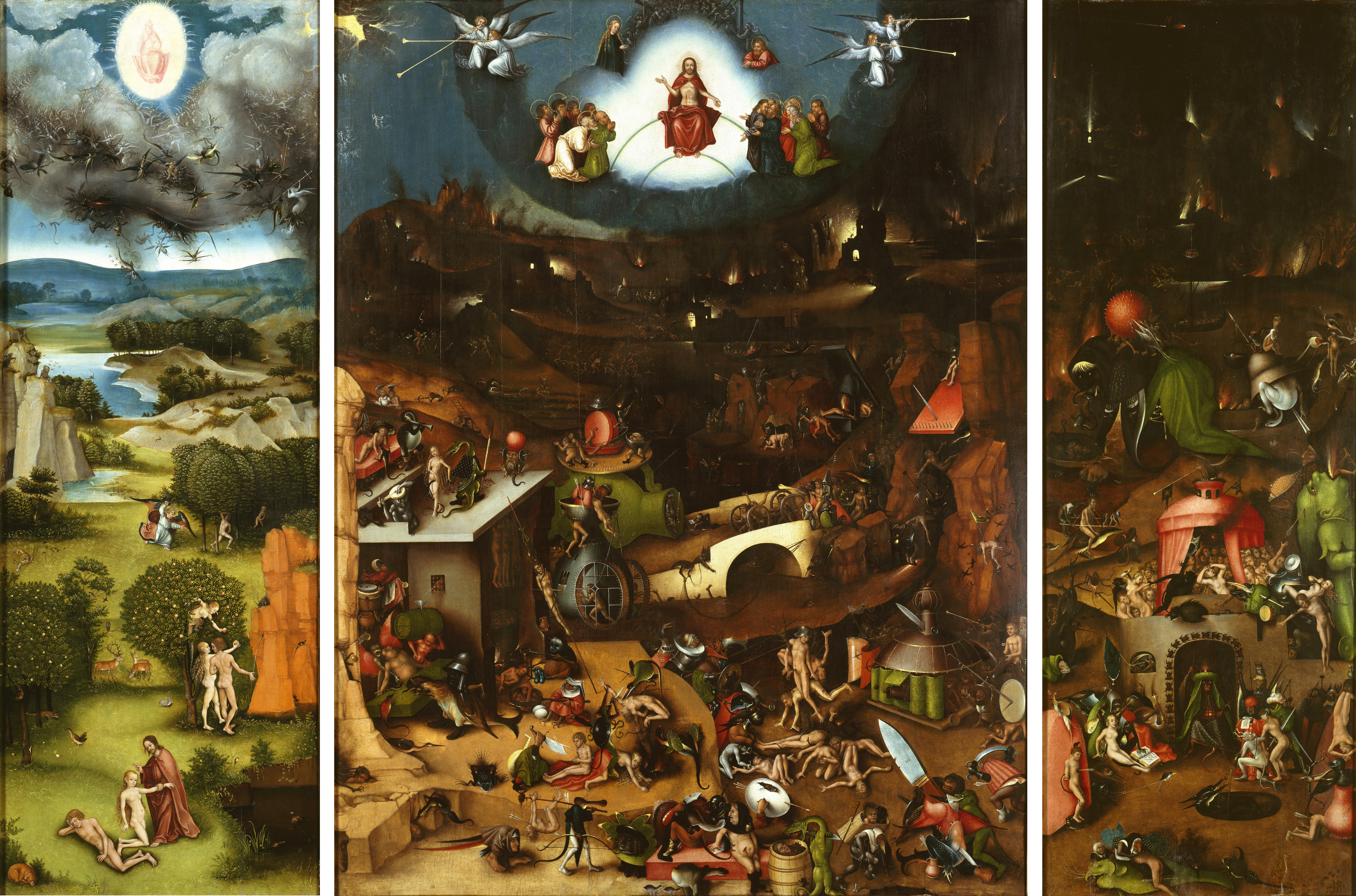
Lucas Cranach der Ältere – Flügelaltar mit dem Jüngsten Gericht
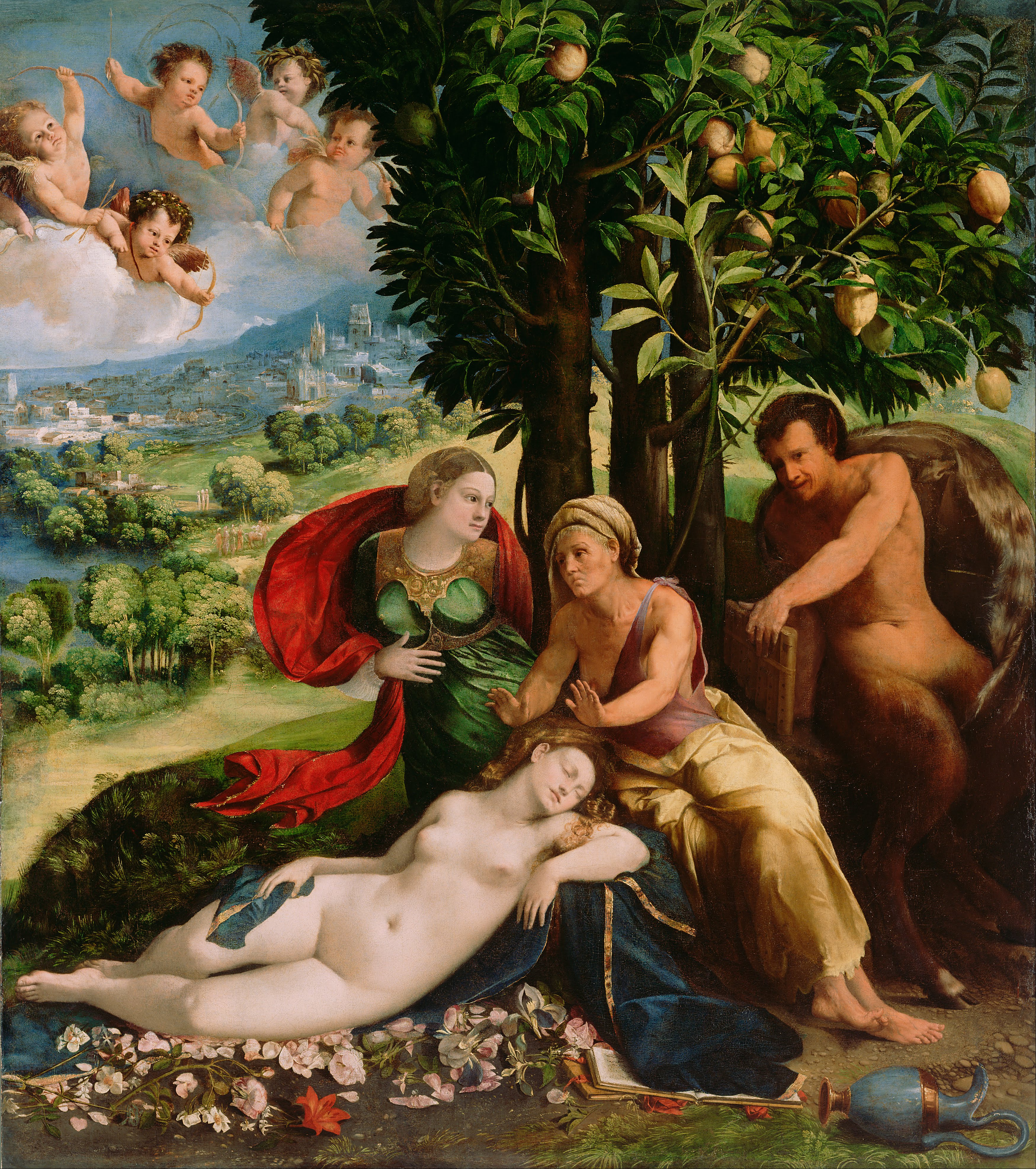
Dosso Dossi – Mythologische Szene
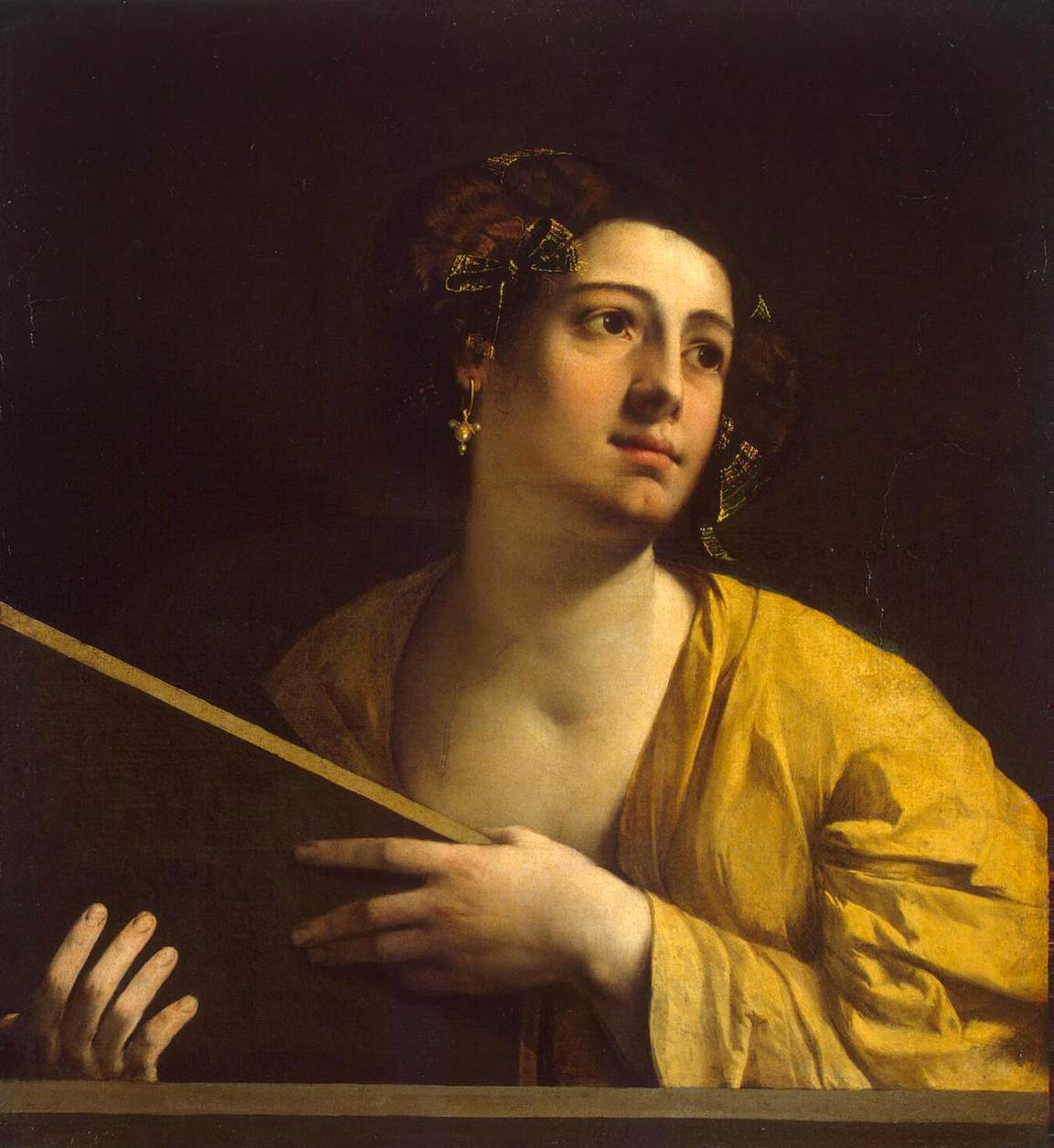
Dosso Dossi – Sibylle
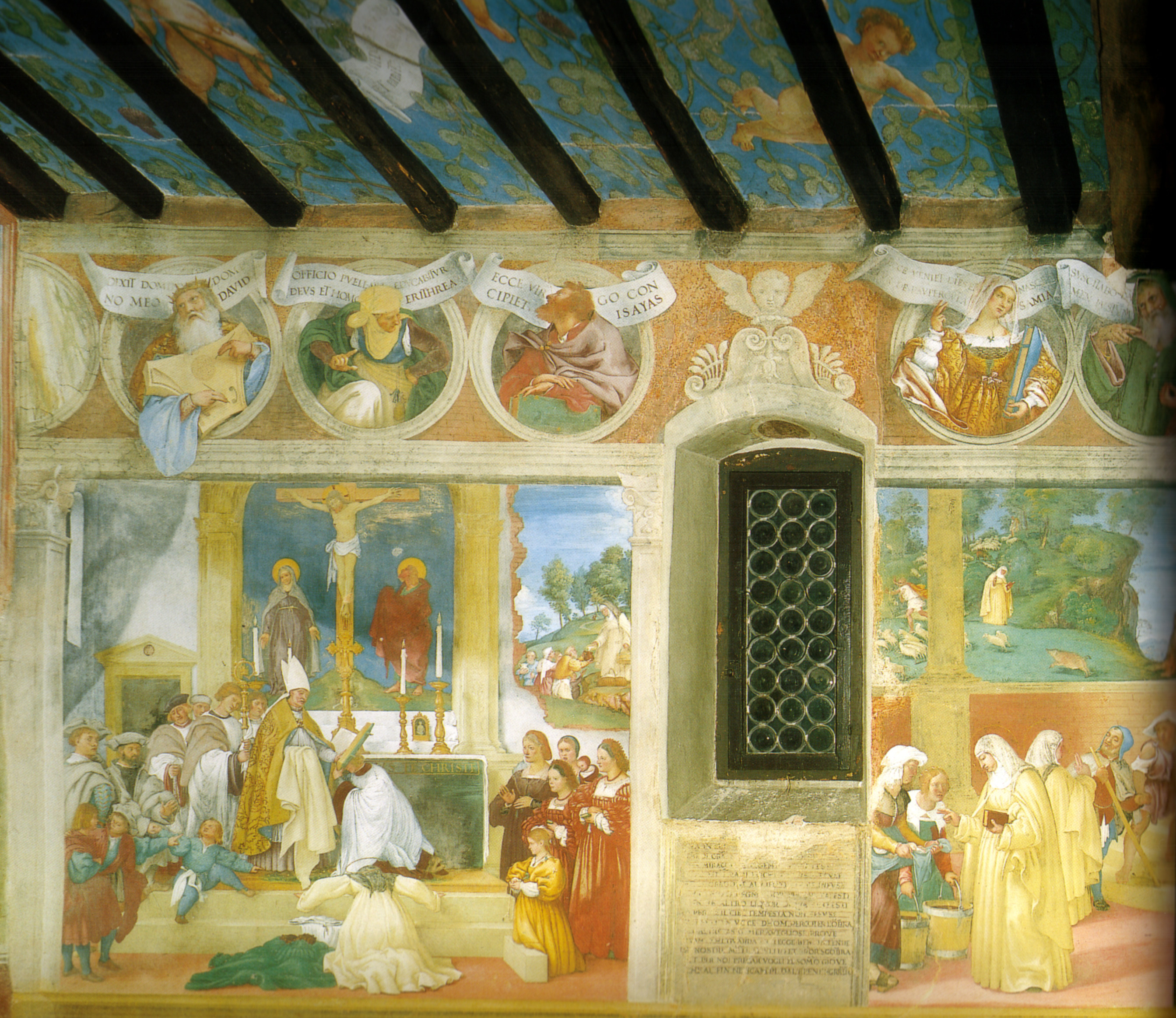
Lorenzo Lotto – Legende der hl. Brigitta (Ausschnitt mit Familie des Stifters)
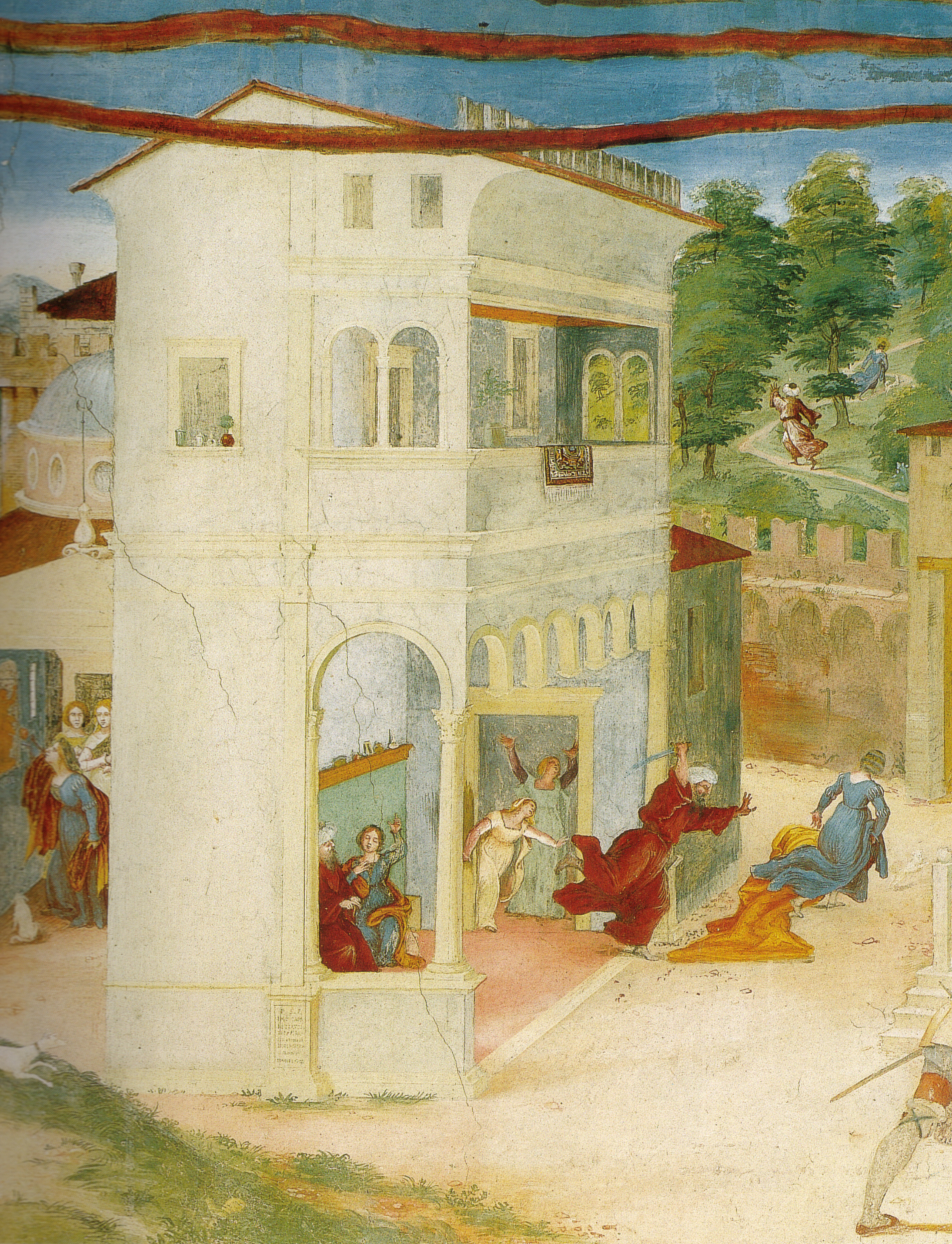
Lorenzo Lotto – Detail aus Legende der Hl. Barbara
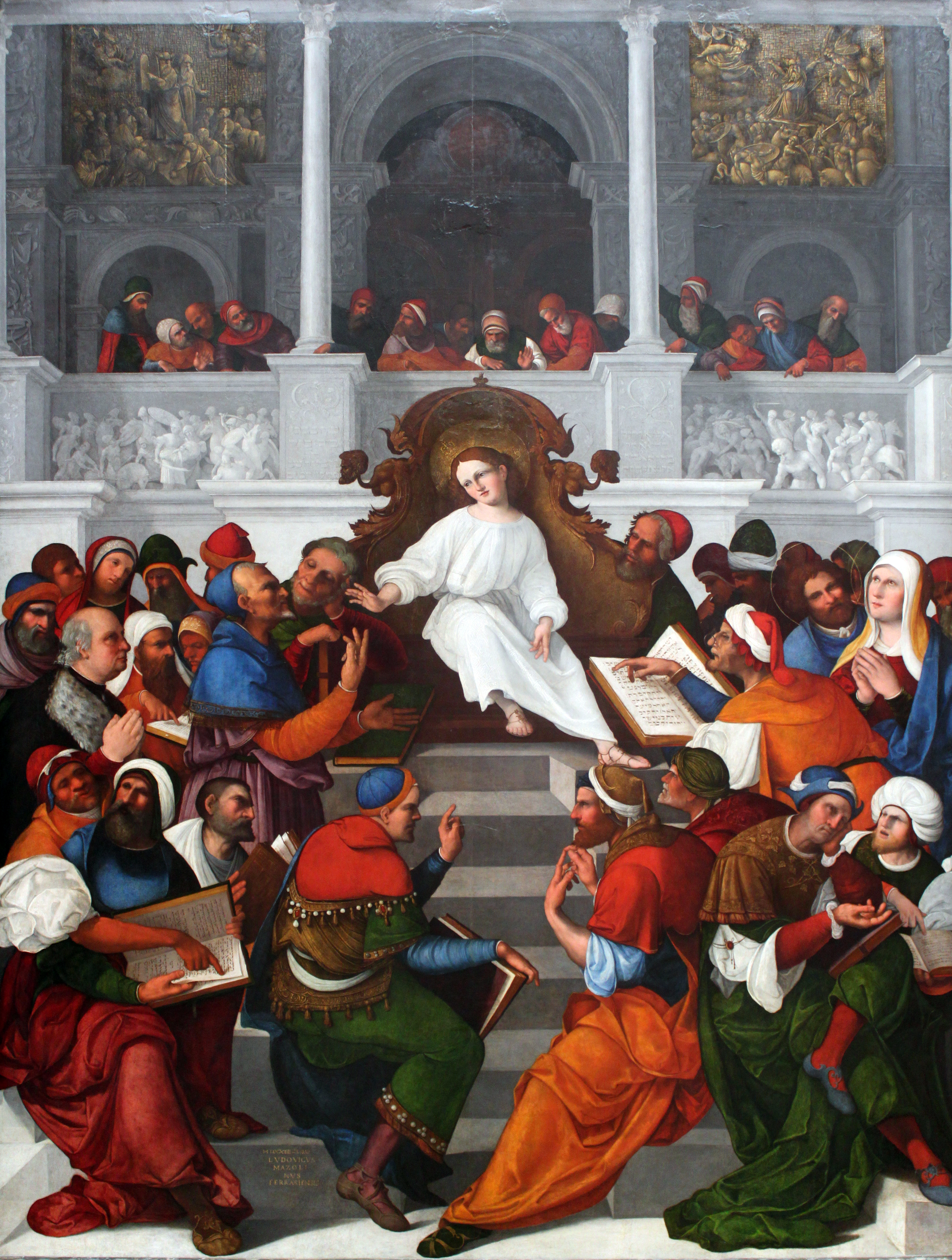
Ludovico Mazzolino – Christus als zwölfjähriger Knabe, im Tempel lehrend
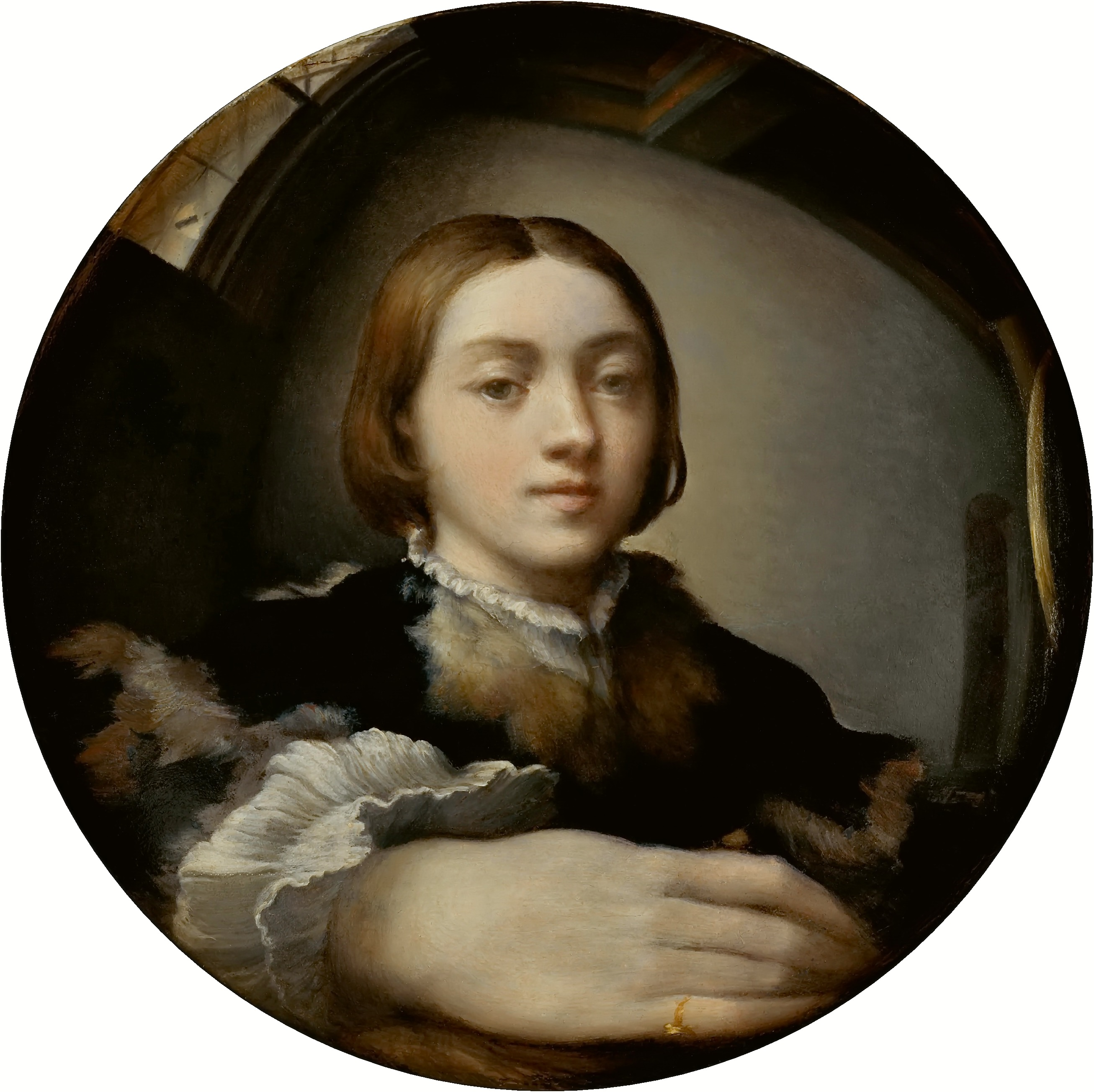
Parmigianino – Selbstporträt im konvexen Spiegel
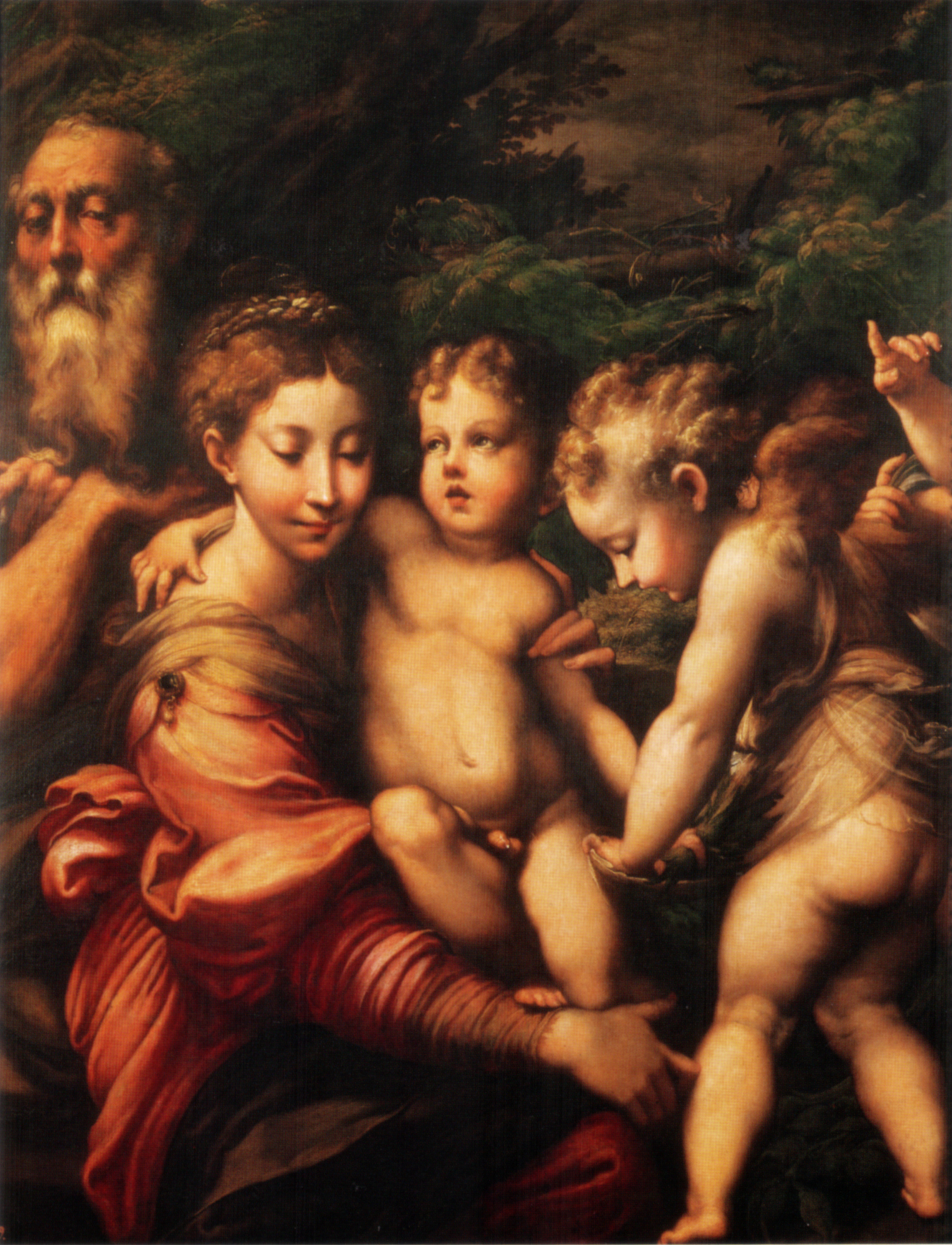
Parmigianino – Rast auf der Flucht nach Ägypten
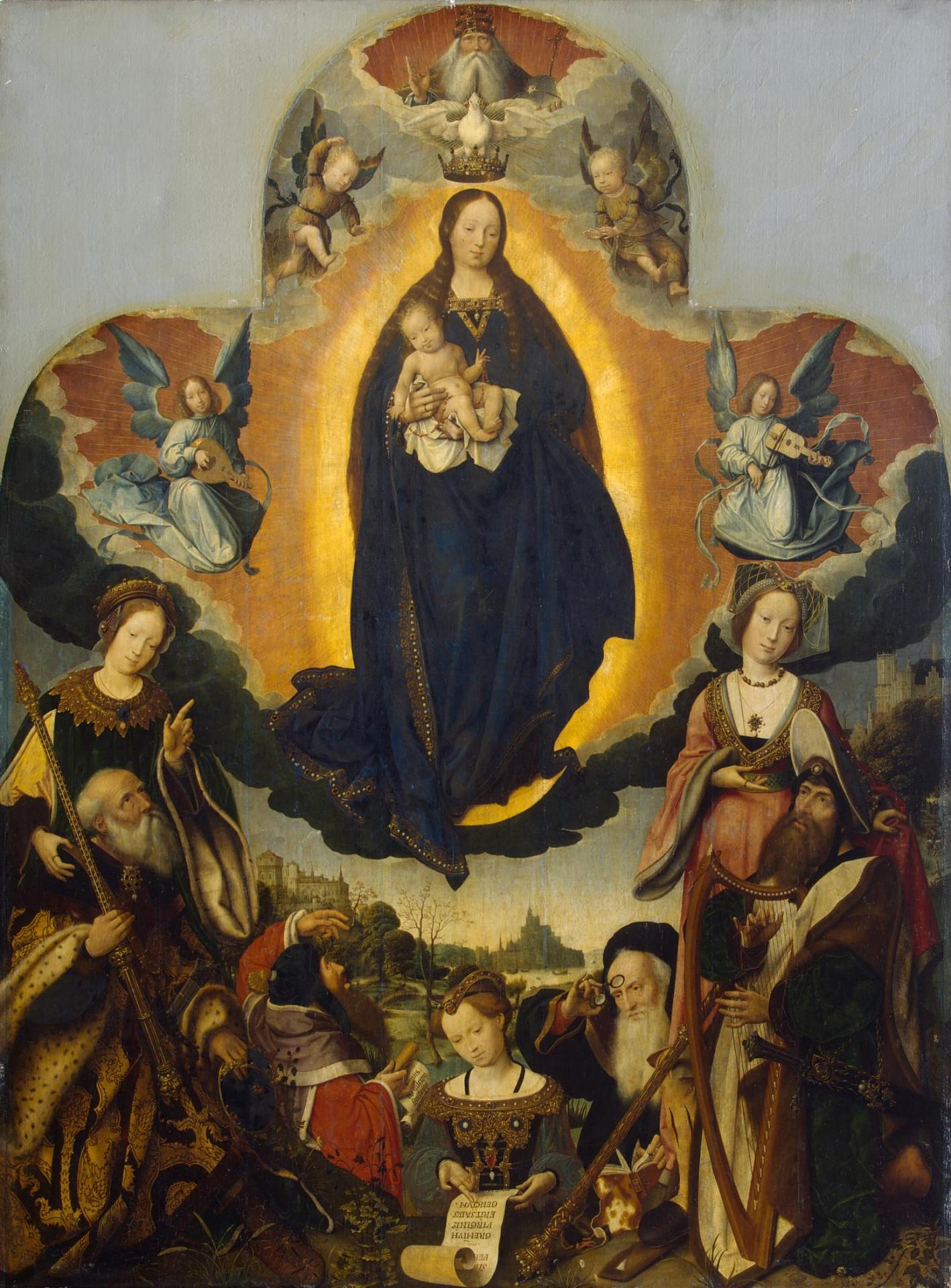
Jan Provost – Die Jungfrau Maria in ihrer Herrlichkeit

## Geboren

### Genaues Geburtsdatum unbekannt
- Marcellus Coffermans, flämischer Maler († 1581)
- Paolo Farinati, italienischer Maler († 1606)
- Cipriano Piccolpasso, italienischer Maler († 1579)
- Willem Thibaut, niederländischer Maler († 1597)

### Geboren um 1524

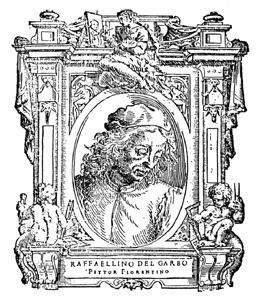
Raffaellino del Garbo; † 1524

- Andrea Calamech, italienischer Bildhauer und Architekt der Renaissance († 1589)
- Paolo Farinato, italienischer Maler und Architekt († 1606)
- Giovanni Battista Fontana, italienischer Maler und Graveur  († 1587)
- Plautilla Nelli, italienische Malerin und Nonne († 1588)
- Petruccio Ubaldini, italienischer Kalligraph, Miniator und Gelehrter († 1600)

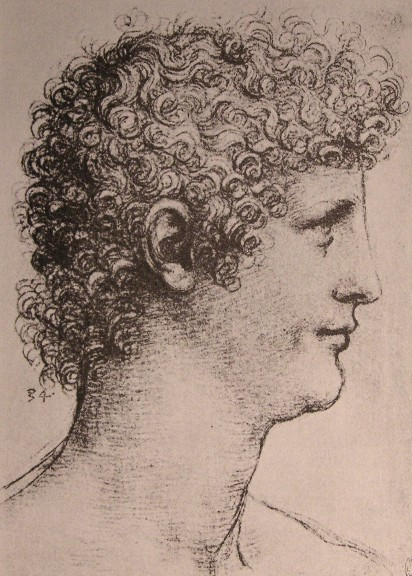
Salaj; † 1524

## Gestorben

### Todesdatum gesichert
- 27. April: Anton Tucher, deutscher Kaufmann und Mäzen (* 1458)
- 28. Juni: Girolamo di Benvenuto, italienischer Maler (* 1470)
- 5. Oktober: Joachim Patinir, niederländischer Maler und Zeichner (* zwischen 1475 und 1480)

### Genaues Todesdatum unbekannt
- Bartolomeo Berrettaro, italienischer Bildhauer (* unbekannt)
- Boccaccio Boccaccino, italienischer Maler (* um 1467)
- Berndt Bunekemann, deutscher Steinmetz und Steinbildhauer (* um 1470)
- Raffaellino del Garbo, italienischer Maler (* um 1466 oder um 1470)
- Salaj, italienischer Maler (* um 1480)
- Andrea Solari, italienischer Maler (* um 1470)
- Vasco de la Zarza, spanischer Bildhauer (* unbekannt)
- Tang Yin, chinesischer Gelehrter und Maler (* 1470)

### Gestorben um 1524
- Girolamo Alibrandi, sizilianischer Maler (* um 1470)
- Hans Holbein der Ältere, deutscher Maler (born 1460)